# غوغتشين (كاهشنغ)
غوغتشين (بالفارسية: گوگچین) هي مستوطنة تقع في إيران في قسم كاهشنغ الريفي. يقدر عدد سكانها بـ 273 نسمة .